# Palomena prasina
La cimice verde europea (Palomena prasina Linnaeus, 1761) è un insetto eterottero della famiglia Pentatomidae.
Specie comune e polifaga, attacca piante erbacee e arboree. È uno dei principali agenti dell'aborto traumatico in cui il guscio si forma normalmente ma il seme è atrofizzato e del cimiciato delle nocciole, tra le maggiori avversità del nocciolo.

## Descrizione

### Adulto

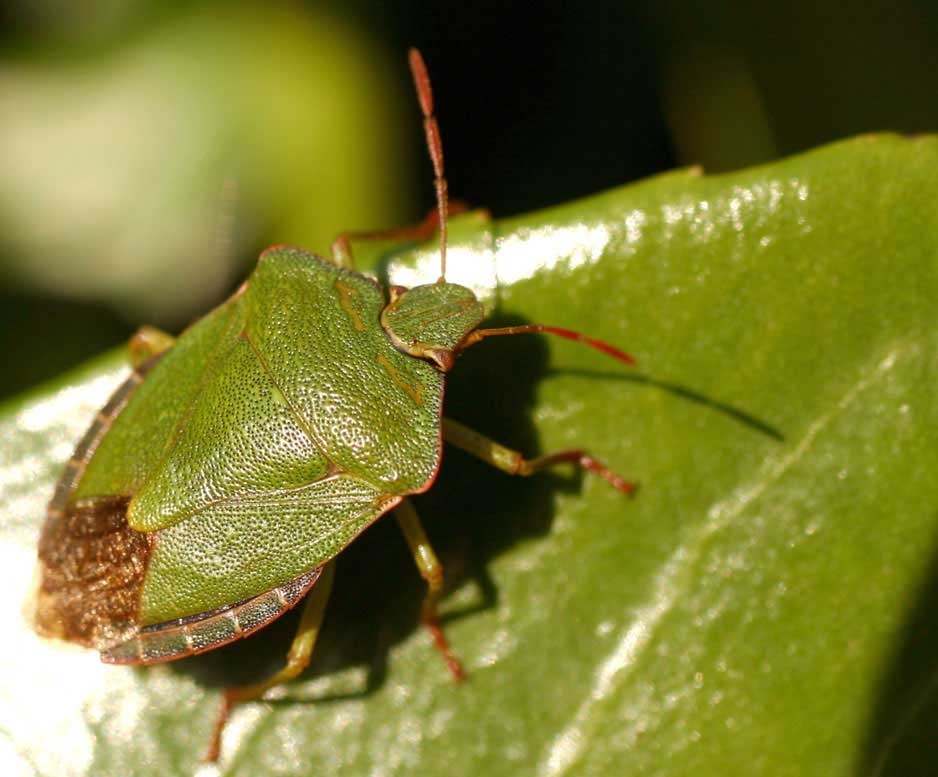
Esemplare adulto

Il colore di Palomena prasina varia dal verde (maggior parte degli individui) al marrone-rossastro. Da adulto, raggiunge in media la lunghezza di 15 mm.

### Stadi giovanili

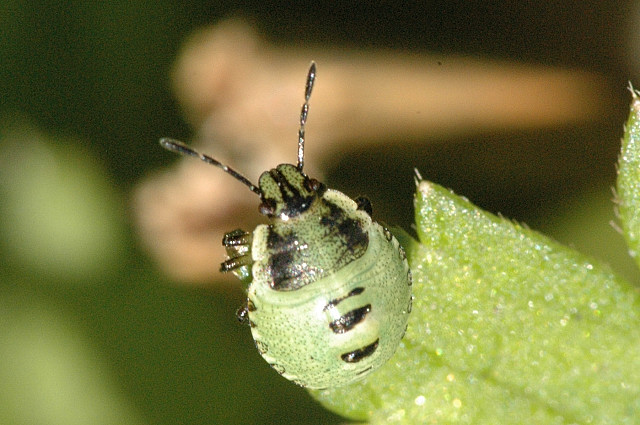
Neanide

## Distribuzione e habitat
È una specie comune in gran parte dell'Europa, dalle isole mediterranee fino al sud della Penisola scandinava.  In Italia è presente in tutta la penisola e nelle isole maggiori.
Si rinviene su diversi tipi di piante erbacee, arbusti ed alberi, con una spiccata predilezione per Corylus spp. e Quercus spp.

## Biologia

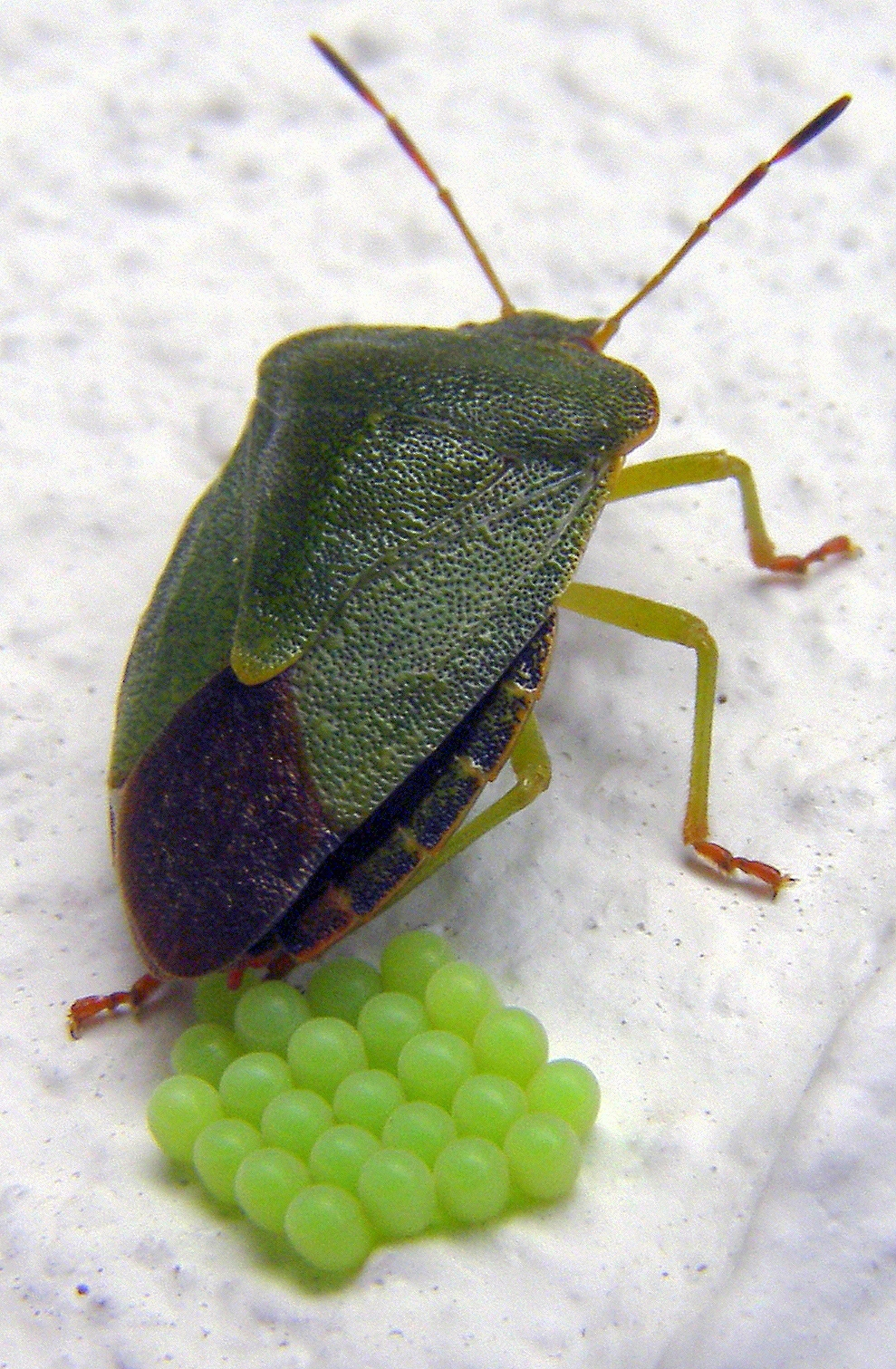
Deposizione delle uova

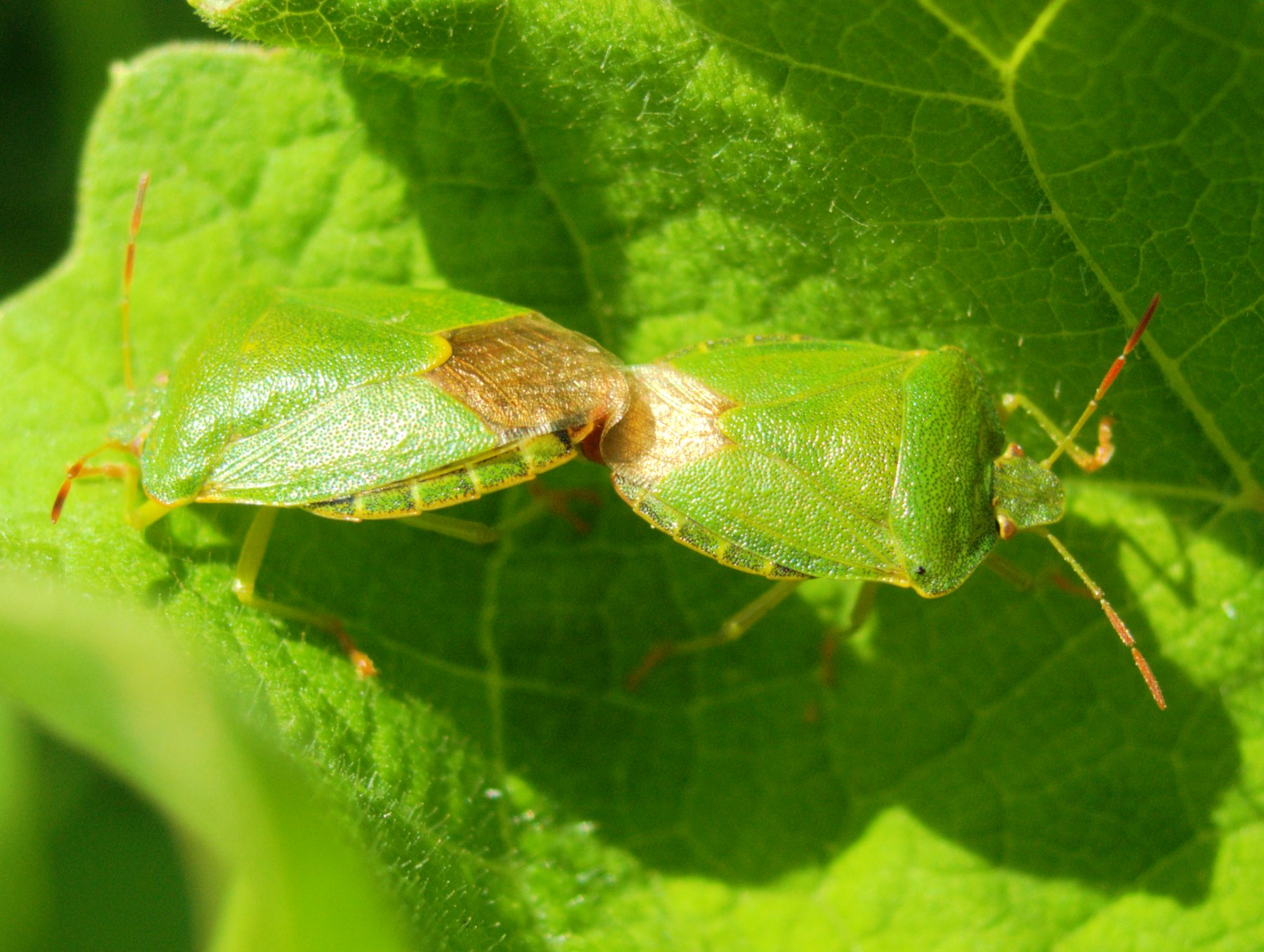
Accoppiamento

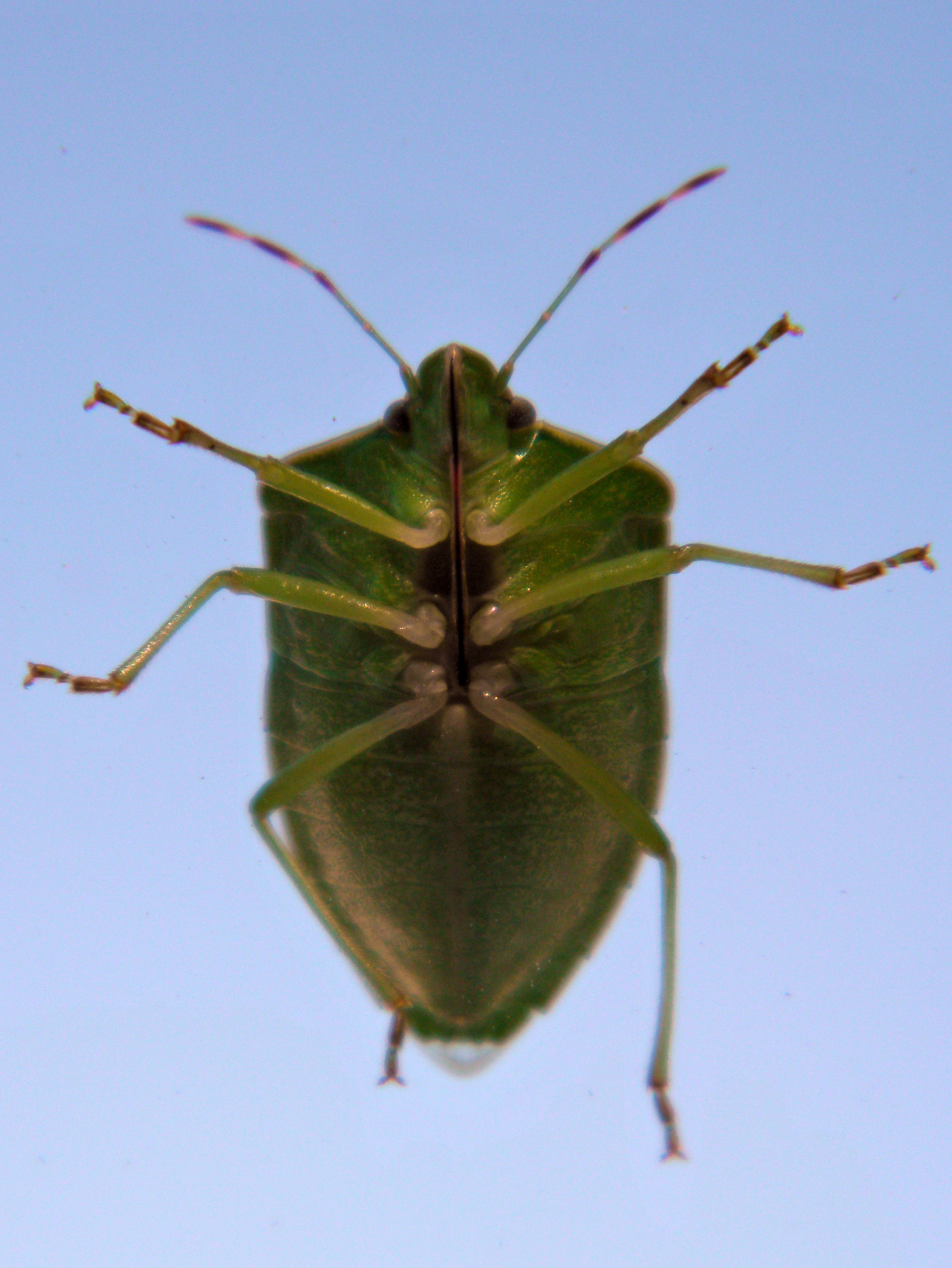
Vista ventrale

Come gran parte delle cimici, se disturbata emette sostanze maleodoranti, secrete da ghiandole poste sul torace.
La femmina depone fino a 100 uova in piccoli ammassi dalla caratteristica forma esagonale. Dalle uova fuoriescono ninfe dall'aspetto grossolanamente somigliante a quello dell'adulto, eccezion fatta per l'assenza di ali (emimetabolia). Le ninfe passano attraverso 5 stadi pre-immaginali, nell'ultimo dei quali compare un abbozzo di ali. Diventano adulte a settembre, ibernandosi a novembre.

## Danni causati
La cimice verde è molto dannosa per diverse specie di piante erbacee e alberi. Con le sue punture, infatti, causa la morte delle gemme fiorali e il deperimento della pianta che diventa giallastra. Il danno si manifesta sulle foglie e sui frutti ed è causato dalle punture di nutrizione di tutte le forme mobili del fitofago. Le foglie presentano necrosi localizzate e disseccamenti. Sui frutti le punture dell'insetto causano tipiche punteggiature clorotiche che successivamente si necrotizzano. I frutti attaccati dalle cimici assumono uno sgradevole sapore e non possono essere commercializzati. Indirettamente la cimice può trasmettere alle piante, attraverso le ferite lasciate dagli stiletti boccali, alcune malattie secondarie, come la batteriosi.